# 弗雷德里克·圖爾特
弗雷德里克·威廉·圖爾特，FRS（英語：Frederick William Twort，1877年10月22日—1950年3月20日）是一位英格蘭細菌學家，他在1915年發現了噬菌體。他曾在聖托馬斯醫院研究醫學，是布朗動物研究所（Brown Institute for Animal）的主管，亦是倫敦大學的細菌學教授。但是晚年因為沒有什麼傑出成果，而被迫退休，其人也被大眾所遺忘。